# Skelmersdale
Skelmersdale är en stad i distriktet West Lancashire, i grevskapet Lancashire, i England. Staden hade 34 907 invånare år 2021. Staden nämndes i Domedagsboken (Domesday Book) år 1086, och kallades då Schelmeresdele.